# Lista över offentlig konst i Västerås kommun
Lista över offentlig konst i Västerås kommun är en ofullständig förteckning över utomhusplacerad offentlig konst i Västerås kommun.

## Vasaparken
| Titel                                      | Konstnär(er)            | Årtal | Beskrivning                                                                                  | Typ - material                    | Plats Koordinater                                                          | Bild                                       |
| ------------------------------------------ | ----------------------- | ----- | -------------------------------------------------------------------------------------------- | --------------------------------- | -------------------------------------------------------------------------- | ------------------------------------------ |
| Borgarna                                   | Olle Adrin              | 1958  | Skulpturgruppen består av 4 figurer: Kronbruden, Pensionären, Atommaskinen och Rymdmaskinen. | skulpturgrupp - brons             | Vasaparken 59.60821, 16.54808                                              | Borgarna                                   |
| Dårarnas båt                               | Sture Collin            | 1999  |                                                                                              | brons på granitsockel             | dammen i Vasaparken 59.60811, 16.54973                                     |                                            |
| Instabil                                   | Lars Englund            | 1995  |                                                                                              | metall                            | utanför Västerås Konstmuseum på Fiskartorget 59.60766, 16.54547            |                                            |
| Daidalos                                   | Peter Mandl             | 1989  |                                                                                              | brons                             | Vasaparken, vid Västerås Konserthus 59.60847, 16.54942                     |                                            |
| Hotell Hackspett                           | Mikael Genberg          | 1998  |                                                                                              | trä och annat material            | uppe i grenverket i den största eken i Vasaparken 59.6072, 16.54774        | Hotell Hackspett                           |
| Vindarnas grotta                           | Eric Grate              | 1960  |                                                                                              | brons och granit                  | Fiskartorget 59.60824, 16.54576                                            | Vindarnas grotta                           |
| Okänd titel                                | Lennart Källström       | 1962  |                                                                                              | Fasadskulptur - förgylld brons    | Stadshusets västfasad 59.60793, 16.54622                                   |                                            |
| Former och föremål från stranden           | Lage Lindell            | 1958  |                                                                                              | fasadmålning - emalj              | Stadshusets fasad 59.60799, 16.5466                                        | Former och föremål från stranden           |
| Mosaik i tunnel                            | Marie Långhans-Johnsson | 2005  |                                                                                              | mosaik                            | tunneln vid Vasaparken under Södra Ringvägen mot hamnen 59.61649, 16.54145 | Mosaik i tunnel                            |
| Tjuren                                     | Allan Runefelt          | 1963  |                                                                                              | brons, förgylld med bladguld      | utanför Stadshuset på Fiskartorget 59.60854, 16.54562                      | Tjuren                                     |
| Gustav Vasa                                | Carl Gustaf Qvarnström  | 1864  | byst över Gustav Vasa                                                                        | byst - brons, granit              | Vasaparken 59.60739, 16.54837                                              | Gustav Vasa                                |
| Helnot/röd/blå                             | Mikael Richter          | 2001  |                                                                                              | två neonslingor                   | vid Västerås Konserthus 59.60866, 16.54991                                 | Helnot/röd/blå                             |
| Våga                                       | Mats Åberg              | 2002  |                                                                                              | skulpturgrupp i sex delar i brons | Vasaparken, gång- och cykelväg mot hamnen 59.60705, 16.54604               | Våga                                       |
| Sovande                                    | Mats Åberg              | 2002  |                                                                                              | brons                             | vid gång- och cykelväg i Vasaparken mot hamnen 59.60704, 16.54559          | Sovande                                    |
| Galler                                     | K.G. Lindholm           | 1955  |                                                                                              | Kopparplåt                        | Stadshuset, flygeln mot Vasaparken 59.6084, 16.54711                       | Galler                                     |
| Relief skildrande Stadshustomtens historia | Sven Lundqvist          | 1971  |                                                                                              | Brons                             | Stadshuset, flygel mot Vasaparken 59.60826, 16.54661                       | Relief skildrande Stadshustomtens historia |

## Övriga Västerås tätort
| Titel                                   | Konstnär(er)                              | Årtal         | Beskrivning                                                                | Typ - material                                          | Plats Koordinater                                                                                        | Bild                                    |
| --------------------------------------- | ----------------------------------------- | ------------- | -------------------------------------------------------------------------- | ------------------------------------------------------- | --- | --------------------------------------- |
| Mosaik och fasadrelief i keramik        | Sven Ahlbom                               | 1956          |                                                                            | keramik                                                 | tegelmuren utanför Botaniska trädgården 59.61334, 16.54329                                               | Mosaik och fasadrelief i keramik        |
| Den sökande människan                   | Ragnhild Alexandersson                    | 1996          |                                                                            | brons                                                   | torget utanför Mälardalens högskola 59.61781, 16.54088                                                   | Den sökande människan                   |
| Sommarsöndag                            | Oscar Antonsson                           | 1951          |                                                                            | brons                                                   | invid Köpingsvägen vid Sundemans backe, mellan Stallhagen och Oxbacken 59.6045, 16.53158                 | Sommarsöndag                            |
| Fem former                              | Karl Göte Bejemark                        | 1965          |                                                                            | koppar                                                  | hörnet Köpmangatan på Stora Torget 59.61053, 16.54276                                                    | Fem former                              |
| Kunskapens träd                         | Carl-Emil Berglin                         | 1981          |                                                                            | cortenstål                                              | Viktor Larssons plats 59.61238, 16.54874                                                                 | Kunskapens träd                         |
| Aseaströmmen                            | Bengt-Göran Broström                      | 1989          |                                                                            | brons                                                   | Stora Torget 59.61072, 16.54249                                                                          | Aseaströmmen                            |
| Tunnel                                  | Anna Eilert                               | 2005          |                                                                            | mosaik                                                  | tunneln under Norra Ringvägen mot Mälardalens högskola 59.61649, 16.54145                                | Tunnel                                  |
| Eve                                     | Carl Eldh                                 | 1963          |                                                                            | brons                                                   | Tessinparken 59.61444, 16.54289                                                                          | Eve                                     |
| Ögat                                    | Liss Eriksson                             | 1989          |                                                                            | brons                                                   | Hantverkargatan 59.61068, 16.54689                                                                       | Ögat                                    |
| Fasadutsmyckning                        | Per Lindecrantz                           | 1960          |                                                                            | hårdbränd lera                                          | Smedjegatan nära korsningen med Kopparbergsvägen (fd. Folkets Hus) 59.61129, 16.54493                    | Fasadutsmyckning                        |
| Reliefer                                | K.G. Lindholm                             | 1955          |                                                                            | formtegel                                               | Stadsbibliotekets fasader 59.61271, 16.54322                                                             | Reliefer                                |
| Väggmosaik                              | Erland Melanton                           | 1956          |                                                                            | mosaik                                                  | Stadsbibliotekets fasad mot Vasagatan 59.61273, 16.54344                                                 | Väggmosaik                              |
| Johannes Rudbeckius                     | Carl Milles                               | 1922-23       |                                                                            | staty - brons                                           | Domkyrkoplan 59.6125, 16.54045                                                                           | Johannes Rudbeckius                     |
| Omfamningen                             | Joan Morrisson                            | sent 1980-tal |                                                                            | granit                                                  | Botaniska Trädgården 59.61282, 16.54254                                                                  | Omfamningen                             |
| Vattenlek                               | Carl Vilhelm Elmberg                      | 1919          |                                                                            | brons                                                   | Stadsparken 59.60898, 16.54353                                                                           |                                         |
| Pelare i tegel                          | Gunnel Pettersson                         |               |                                                                            | tegel                                                   | Hantverkargatan på Sigmatorget koordinater saknas                                                        |                                         |
| Tell                                    | Anna Stake                                | 2001          | skulpturgrupp i tre delar. Droppen framför entrén, blad och spö vid dammen | skulpturgrupp - rostfritt stål, annan metall och betong | utanför huvudentrén till Campus Västerås på Mälardalens högskola 59.61841, 16.54101                      | Tell                                    |
| Eva                                     | Birgitta Wretling                         | 1967          |                                                                            | brons                                                   | koordinater saknas                                                                                       |                                         |
| Maria                                   | Edvin Öhrström                            | 1955          |                                                                            | relief - formtegel                                      | Stadsbibliotekets sydfasad 59.61269, 16.54332                                                            | Maria                                   |
| Stenen viskar                           | Stefan Thorén                             | 1952          |                                                                            | marmorrelief                                            | fasaden på huset Stora gatan 38 i hörnet Köpmangatan 59.60949, 16.54428                                  | Stenen viskar                           |
| Galler                                  | Per Berglund                              |               |                                                                            | rostfritt stål                                          | Hemdalsvägen, vid parkeringen 59.61666, 16.57374                                                         |                                         |
| Morgonbad                               | Anders Zorn                               | 1908          |                                                                            | brons                                                   | Botaniska trädgården 59.61341, 16.54275                                                                  |                                         |
| Per Albin Hansson                       | Emil Näsvall                              | 1950          | Porträtt av Per Albin Hansson                                              | granit                                                  | Arosparken (fd Folkets park) 59.61655, 16.57211                                                          |                                         |
| Hjalmar Branting                        | Emil Näsvall                              | 1950          | Porträtt av Hjalmar Branting                                               | granit                                                  | Arosparken (fd Folkets park) 59.61656, 16.57228                                                          |                                         |
| C.F. Thelander                          | Carl Helbig                               | 1939          | Porträtt av C.F.Thelander                                                  | granit                                                  | Arosparken (fd Folkets park) 59.61669, 16.5721                                                           |                                         |
| Folkets Park                            | Hans Frode                                |               |                                                                            | neon, blandteknik                                       | Arosparken (fd Folkets park) 59.6167, 16.57264                                                           |                                         |
| Rörelse                                 | Carl-Emil Berglin                         | 1984          |                                                                            | metall                                                  | fd Folkets Park, Tegnérgatan längs E18 59.61627, 16.57019                                                |                                         |
| Noami                                   | Torsten Molander                          | 2005          |                                                                            | brons                                                   | Utanbyparken 59.61322, 16.55276                                                                          |                                         |
| Stenblomma                              | Lars Spaak                                | 1980-1981     |                                                                            | betong och emalj                                        | parken utanför Herrgärdets Servicehus 59.61483, 16.54875                                                 |                                         |
| Familjen                                | Ivar Johnsson                             | 1957          |                                                                            | brons                                                   | Östra Ringvägen 4 59.61588, 16.55401                                                                     |                                         |
| Hommage till industrin                  | Lennart Hård af Segerstad                 | 1958          |                                                                            | koppar                                                  | Östra Ringvägen 4 59.61602, 16.55398                                                                     | Hommage till industrin                  |
| Eva                                     | David Wretling                            | 1936          |                                                                            | brons                                                   | Botaniska trädgården 59.61309, 16.54236                                                                  |                                         |
| Flora                                   | Nils Möllerberg                           | 1929          |                                                                            | brons                                                   | Hörnet Stora Gatan/Slottsgatan 59.60925, 16.54271                                                        |                                         |
| J. Sigfrid Edström                      | Wäinö Aaltonen                            | 1943          | Porträtt av J. Sigfrid Edström (1870-1964)                                 | Brons                                                   | ABB huvudkontor Kopparbergsvägen 59.60859, 16.55164                                                      | J. Sigfrid Edström                      |
| Råbock                                  | Lars Andersson                            | 1956          |                                                                            | Brons                                                   | Biskopsgatan, Stadsbiblioteket 59.6127, 16.543                                                           | Råbock                                  |
| Tvätterskan/Vardag                      | Yngve Andersson                           | 1968          |                                                                            | Brons                                                   | Djäknebron 59.61276, 16.5369                                                                             | Tvätterskan/Vardag                      |
| Stadens tecken                          | Lennart Aschenbrenner                     | 1968          |                                                                            | Plast och betong                                        | Gråsparvsvägen 59.61008, 16.49424                                                                        | Stadens tecken                          |
| Röd pyramid                             | Karl Axelsson                             | 1990          |                                                                            | Metall                                                  | Vallby Centrum 59.62315, 16.50447                                                                        | Röd pyramid                             |
| Sam Lidman                              | Karl Göte Bejemark                        | 1983          |                                                                            | Brons                                                   | Djäkneberget (uppfart Kristinagatan) 59.60971, 16.53444                                                  | Sam Lidman                              |
| Glasvägg                                | Mats Berge                                | 1979          |                                                                            | Glas                                                    | Bjurhovdagården, Bjurhovdagången koordinater saknas                                                      |                                         |
| Trollsländor                            | Mats Berge                                | 1983          |                                                                            | Glas                                                    | Folkets Park koordinater saknas                                                                          |                                         |
| Hönsgården                              | Stig Blomberg                             | 1949          |                                                                            | Stengöt                                                 | Klockartorpsgatan 23 59.6146, 16.58383                                                                   | Hönsgården                              |
| Vintramparna                            | Stig Blomberg                             | 1949          |                                                                            | Stengöt                                                 | Klockartorpsgatan 26 59.61405, 16.58127                                                                  | Vintramparna                            |
| Mänskligt formspel                      | Leif Bolter                               | 1968          |                                                                            | Betong                                                  | Gråsparvsvägen 59.60976, 16.4926                                                                         | Mänskligt formspel                      |
| Porträtt av Jonas Wenström (1855-1893)  | Carl-Einar Borgström                      | 1945          |                                                                            | Brons                                                   | ABB:s huvudkontor Kopparbergsvägen 59.60864, 16.55224                                                    | Porträtt av Jonas Wenström (1855-1893)  |
| Porträtt av Ludvig Fredholm (1830-1891) | Carl-Einar Borgström                      | 1964          |                                                                            | Brons                                                   | ABB huvudkontor Kopparbergsvägen 59.60864, 16.55224                                                      | Porträtt av Ludvig Fredholm (1830-1891) |
| Mälarvass                               | Bengt-Göran Broström                      | 1991          |                                                                            | Metall                                                  | Stadshuset 59.60862, 16.54717                                                                            | Mälarvass                               |
| Vänortsbrunnen                          | Bengt-Göran Broström                      | 1990          |                                                                            | Betong terazzoteknik                                    | Stadshuset 59.60888, 16.54716                                                                            | Vänortsbrunnen                          |
| Tidpunkter                              | Stina Ekman                               | 1999          | betongplattor med målade fönster samt fyra skulpturer i stål               | Blandteknik                                             | Västerås Centralstation 59.60754, 16.55135                                                               | Tidpunkter                              |
| Ansgar                                  | Carl Eldh                                 | 1953          | Skulpturen uppfördes 1954. Den togs bort 2021.                             | Brons                                                   | Lövudden 59.5804, 16.52112                                                                               | Ansgar                                  |
| Löparna                                 | Carl Eldh                                 | 1934          | Skulpturen uppfördes 1954. Den togs bort 2021.                             | Brons                                                   | Lövudden 59.58062, 16.51991                                                                              | Löparna                                 |
| Minnessten Västmanlands regemente       | Carl Vilhelm Elmberg                      | 1923          |                                                                            | Granit                                                  | Björnövägen, korsningen Kaserngatan 59.60769, 16.57193                                                   | Minnessten Västmanlands regemente       |
| Häst                                    | Pye Engström                              | 1972          |                                                                            | Granit                                                  | Bjurhovdaskolan, Boplatsgatan 14 59.62671, 16.60415                                                      | Häst                                    |
| Färgaffärsfönster                       | Leif Robert Eriksson                      | 1966          |                                                                            | Emalj                                                   | Gråsparvsvägen 10 - 12 59.60987, 16.4932                                                                 | Färgaffärsfönster                       |
| Non Stop                                | Liss Eriksson                             | 1955          |                                                                            | Emalj, rostfritt stål och koppar                        | Mimerporten, Stora Gatan 3 59.61105, 16.55299                                                            | Non Stop                                |
| Meditativ gestalt                       | Liss Eriksson                             | 1989          |                                                                            | Träd och brons                                          | Oxbackens Servicehus, trädgården koordinater saknas                                                      |                                         |
| Såningsmannen                           | Carl Fagerberg                            | 1916          |                                                                            | Stengöt                                                 | Västgötegatan 59.60814, 16.5428                                                                          | Såningsmannen                           |
| Livscykel                               | Pierre Forssell                           | 1983          |                                                                            | Förgylld mässing                                        | Skultuna torg 59.71836, 16.42758                                                                         | Livscykel                               |
| Gammalt lejon                           | Carl Frisendahl                           | 1925          |                                                                            | Brons                                                   | Stadshusets borggård 59.60838, 16.54627                                                                  | Gammalt lejon                           |
| Liggande vildsvin                       | Carl Frisendahl                           | 1925          |                                                                            | Brons                                                   | Stadshusets borggård 59.60838, 16.54627                                                                  | Liggande vildsvin                       |
| Sara                                    | Anne-Karin Furunes                        | 2010          |                                                                            | Perforerat stål/rostfri plåt                            | Aseatorget 59.61048, 16.55042                                                                            | Sara                                    |
| Lekande björnar                         | Georg Ganmar                              | 1965          |                                                                            | Brons                                                   | Västergårdens Servicehus, Hammarbacksvägen koordinater saknas                                            |                                         |
| Lekatt                                  | Georg Ganmar                              | 1965          |                                                                            | Brons                                                   | Skallbergets Servicehus, Karlfeldtsgatan 59.63039, 16.54791                                              | Lekatt                                  |
| Café Koala                              | Mikael Genberg                            | 2000          |                                                                            | Blandteknik                                             | Elba koordinater saknas                                                                                  |                                         |
| Utter Inn                               | Mikael Genberg                            | 2000          |                                                                            | Blandteknik                                             | Vid Östra Holmen, i Västeråsfjärden 59.59561, 16.56567                                                   | Utter Inn                               |
| Fönstergaller                           | Claës Erik Giertta                        | 1964          |                                                                            | Koppar                                                  | Slottsgatan 17 59.60833, 16.54344                                                                        | Fönstergaller                           |
| Tre Tvätterskor                         | Roland Haeberlein                         | 1990          |                                                                            | Brons                                                   | Tusenskönan 59.61365, 16.54985                                                                           | Tre Tvätterskor                         |
| Miljögestaltning Vallby                 | Roland Haeberlein Tommy Widing            | 1990          |                                                                            | Betong, rostfritt stål                                  | Vallby bostadsområde koordinater saknas                                                                  |                                         |
| Armbrytande pojkar                      | Ebba Hedqvist                             | 1959          |                                                                            | Brons                                                   | Malmabergsskolan, Svarvargatan/Björkskogsgatan 59.6246, 16.58812                                         | Armbrytande pojkar                      |
| Skulptur                                | Pellis Hellbom                            |               |                                                                            | Granit                                                  | utanför Mikaelikyrkan 59.60537, 16.518                                                                   | Skulptur                                |
| Mosaik i entréhallen (och utanför)      | Lars Gunnar Holmquist                     | 1957          |                                                                            | Mosaik                                                  | Emausskolan, Långmårtensgatan 6 59.62236, 16.56237                                                       | Mosaik i entréhallen (och utanför)      |
| Omslutande form                         | Tore Hultcrantz                           | 1984          |                                                                            | Corteenplåt                                             | Rondellen Björnövägen/Mälarstrandsgatan 59.60963, 16.56823                                               | Omslutande form                         |
| Blomma                                  | Anders Hultman                            | 2004          |                                                                            | Metall, färg                                            | Råby centrum 59.60978, 16.4957                                                                           | Blomma                                  |
| Mosaik                                  | Lena Hultman                              | 1999          |                                                                            | Mosaik                                                  | Lasarettet, barnavdelningen 59.61776, 16.58753                                                           | Mosaik                                  |
| Windshield                              | Carsten Höller                            | 2004          |                                                                            | Acrylglas, rostfritt stål                               | Östra Hamnen 59.60272, 16.55212                                                                          | Windshield                              |
| Keramisk väggutsmyckning                | Olle Idewall                              |               |                                                                            | Keramik                                                 | Sigfrid Edströms gata 59.5988, 16.51431                                                                  | Keramisk väggutsmyckning                |
| Tofsvipor                               | Osmo Isaksson                             | 1971          |                                                                            | Aluminium, rostfritt stål                               | Dingtuna torg 59.57242, 16.38899                                                                         | Tofsvipor                               |
| Totempåle                               | Osmo Isaksson                             | 1974          |                                                                            | Trä                                                     | Bäckby Centrum 59.59958, 16.47447                                                                        | Totempåle                               |
| Rum för vindar                          | Arne Jones                                | 1962          |                                                                            | Koppar                                                  | Skiljeboplatsen koordinater saknas                                                                       |                                         |
| II.2                                    | Björn Sven Jonsson Klas Patrik Söderquist | 1968          |                                                                            | Betong och rostfritt stål                               | Gråsparvsvägen 28-36 59.61023, 16.49506                                                                  | II.2                                    |
| Jönssons katt                           | Anders Jönsson                            | 1990          |                                                                            | Gjutjärn                                                | Utanför VLT huset 59.60966, 16.5417                                                                      | Jönssons katt                           |
| Livet! Även känd som: Röd Skulptur      | Maria Koolen Hellmin                      | 2007          |                                                                            | Stål                                                    | Lasarettets entré 59.61731, 16.58049                                                                     | Livet!                                  |
| Sammanvuxna träd                        | Olavi Lanu                                | 1990          |                                                                            | Betong                                                  | Bombardier Arena 59.63188, 16.53091                                                                      | Sammanvuxna träd                        |
| Dans                                    | P-O Larsson                               | 2003          |                                                                            | Betong                                                  | Råby Centrum/Gråsparvsvägen 59.6099, 16.49444                                                            | Dans                                    |
| Måsar                                   | Karl Gunnar Lindahl                       | 1965          |                                                                            | Brons                                                   | Lögarängen 59.60059, 16.53888                                                                            | Måsar                                   |
| Sländan                                 | Knut Erik Lindberg                        | 1971          |                                                                            |                                                         | Centrallasarettet vid entrén 59.61755, 16.57988                                                          | Sländan                                 |
| Måsar                                   | Knut Erik Lindberg                        | 1955          |                                                                            | Brons och betong                                        | Skallbergsskolan, Karlfeldtsgatan 3 59.62921, 16.54358                                                   | Måsar                                   |
| Symboler                                | Stig Lindberg                             | 1962          |                                                                            | Emalj på metall                                         | Lillhagaskolan, Slagfjädergatan 9 koordinater saknas                                                     |                                         |
| Blå obelisk                             | Märit Lindberg-Freund                     | 1970          |                                                                            | Stengods                                                | Fredriksbergsskolan, Rosenfinksgatan 4 koordinater saknas                                                |                                         |
| Vindgudar                               | Märit Lindberg-Freund                     | 2001          |                                                                            | Stengods                                                | Västerås flygplats koordinater saknas                                                                    |                                         |
| Brunnskar                               | K.G. Lindholm                             | 1962          |                                                                            | Brons                                                   | Mästermans källa, Vasagatan 59.61573, 16.54083                                                           | Brunnskar                               |
| Vilande fågel                           | K.G. Lindholm                             | 1964          |                                                                            | Granit                                                  | Kaserngatan, hörnet Stenhagsgatan 59.60877, 16.57614                                                     | Vilande fågel                           |
| Snäcka                                  | Arne Lundell                              | 1983          |                                                                            | Granit                                                  | Botaniska trädgården 59.6134, 16.54247                                                                   | Snäcka                                  |
| Jesus stillar stormen                   | Bengt-Inge Lundkvist                      | 1961          |                                                                            | Brons                                                   | Hovdestalunds kyrkogård 59.63371, 16.51108                                                               | Jesus stillar stormen                   |
| Sånglektion                             | Sven Lundqvist                            | 1958          |                                                                            | Granit                                                  | Emausskolan, Långmårtensgatan 6 59.62236, 16.56237                                                       | Sånglektion                             |
| Panter på trädstam                      | Einar Luterkort                           | 1956          |                                                                            | Brons                                                   | Hörnet Munkgatan, Carl Hennings gata 59.60924, 16.54849                                                  | Panter på trädstam                      |
| Fågelholkar, hjärta och en fisk         | Marie Långhans-Johnsson                   | 2005          |                                                                            | Blandteknik                                             | Utanbyparken 59.61329, 16.55323                                                                          | Fågelholkar, hjärta och en fisk         |
| Ung kvinna                              | Bror Marklund                             | 1969          |                                                                            | Granit                                                  | utanför stadsbiblioteket koordinater saknas                                                              |                                         |
| Guds hand                               | Carl Milles                               | 1954          | Skulpturen uppfördes 1954. Den togs bort 2021.                             | Brons                                                   | Lövudden 59.58077, 16.52076                                                                              | Guds hand                               |
| Solglitter                              | Carl Milles                               | 1918          |                                                                            | Brons                                                   | Stora Gatan-Oxbacken 59.60784, 16.53632                                                                  | Solglitter                              |
| Björnbus                                | Anna Molander                             |               |                                                                            | Granit                                                  | Djäkneberget 59.61226, 16.53154                                                                          | Björnbus                                |
| Structure mandala                       | Takashi Naraha                            | 1991          |                                                                            | Svart diabas                                            | Tusenskönan 59.61322, 16.54965                                                                           | Structure mandala                       |
| Fragment av en kentaur                  | Ernst Neizvestny                          | sent 1980-tal |                                                                            | Ekebergsmarmor                                          | Stadshuset, borggård 59.60855, 16.54634                                                                  | Fragment av en kentaur                  |
| Huvuden                                 | Alf Olsson                                | 1969          |                                                                            | Granit                                                  | Vallbyskolan, Parstugugatan 37-39 59.62308, 16.50645                                                     | Huvuden                                 |
| Okänd titel                             | Lars Petersson                            | 1966          |                                                                            | Rostfritt stål                                          | Morkullegatan 82 59.60756, 16.50343                                                                      |                                         |
| Julius och Jörgen                       | Sonja Petterson                           | 1990          |                                                                            | Brons                                                   | Kvarteret Julius och Jörgen (Östermalmsgatan) 59.6131, 16.55484                                          | Julius och Jörgen                       |
| Glob i en värld                         | Torsten Renqvist                          | 1958          |                                                                            | Mosaik                                                  | Folkets Hus, fasad mot Kopparbergsvägen 59.61191, 16.54821                                               | Glob i en värld                         |
| Solarium                                | Teddy Sempinski                           | 1960          |                                                                            | Mosaik                                                  | Stora Gatan 39 koordinater saknas                                                                        |                                         |
| Blickpunkt                              | Teddy Sempinski                           | 1968          |                                                                            | Betong och chamotte                                     | Sigfrid Edströmsgata, hörnet av Bygatan 59.59746, 16.50386                                               | Blickpunkt                              |
| Mosaik                                  | Teddy Sempinski                           | 1954          |                                                                            | Mosaik                                                  | Carl Henningsgata 4 och 6 59.60907, 16.54867                                                             | Mosaik                                  |
| Mosaik                                  | Teddy Sempinski                           |               |                                                                            | Mosaik                                                  | Mälarenergi, Munkgatan koordinater saknas                                                                |                                         |
| Mönsterfågel                            | Teddy Sempinski                           | 1964          |                                                                            | Glaserad chamotte                                       | Kaserngatan 57-61 59.60791, 16.57864                                                                     | Mönsterfågel                            |
| Stenblomma                              | Teddy Sempinski                           | 1971          |                                                                            | Chamotte, glaserad                                      | Stora Gatan 23, hörnet Vasagatan 59.60968, 16.54631                                                      | Stenblomma                              |
| Tetrakord                               | Teddy Sempinski                           | 1961          |                                                                            | Mosaik                                                  | Carlforska skolan, Sångargatan 1 59.62181, 16.53829                                                      | Tetrakord                               |
| Utblick                                 | Teddy Sempinski                           | 1965          |                                                                            | Chamotte                                                | Lillängskolan, Stenhagsgatan 8 koordinater saknas                                                        |                                         |
| Steget                                  | Nils Sjögren                              | 1962          |                                                                            | Brons                                                   | tidigare Karlslunds servicehus, nu borttagen koordinater saknas                                          | Steget                                  |
| Raili                                   | Curt Thorsjö                              | 1974          |                                                                            | Brons                                                   | Rönnby centrum koordinater saknas                                                                        |                                         |
| Rallaren                                | Curt Thorsjö                              | 1961          |                                                                            | Brons                                                   | Klockartorpet 21-23 koordinater saknas                                                                   |                                         |
| En baddare i badet                      | Per Olov Ultvedt                          | 1969          |                                                                            | Neon, emalj, plast                                      | Lögarängsbadet, Sjöhagsvägen 59.59902, 16.53597                                                          | En baddare i badet                      |
| Flickan och fågeln                      | Axel Wallenberg                           | 1949          |                                                                            | Brons                                                   | Vid dammen nära Siggesborgsgatan (flyttad från tidigare plats vid Gideonsbergsskolan) 59.62843, 16.56018 | Flickan och fågeln                      |
| Ha en bra dag!                          | Tony Lorenzi                              | 2015          | Muralmålning                                                               |                                                         | Lugna gatan, Finnslätten 59.64196, 16.59173                                                              | Ha en bra dag!                          |
| Ungdom                                  | Axel Wallenberg                           | 1970          |                                                                            | Brons                                                   | Lögarängen, parkeringsplatsen 59.59912, 16.53433                                                         | Ungdom                                  |
| Tittut                                  | Catharina Warme-Hellström                 | 2004          |                                                                            | Glasmålningar                                           | Råby Centrum koordinater saknas                                                                          |                                         |
| Väggutsmyckning                         | Ulla Zimmerman                            | 1968          |                                                                            | Keramik                                                 | Gråsparvsvägen koordinater saknas                                                                        |                                         |
| Gzim och den frusna sjön                | Knutte Wester                             | 2011          |                                                                            |                                                         | på en bänk på Smedjegatan 59.6117, 16.54643                                                              | Gzim och den frusna sjön                |

## Tillberga
| Titel     | Konstnär(er)          | Årtal | Beskrivning | Typ - material | Plats Koordinater                                 | Bild  |
| --------- | --------------------- | ----- | ----------- | -------------- | ------------------------------------------------- | ----- |
| Paret     | Rolf Steiner          | 1990  |             | granit         | Kvistbergavägen 59.68526, 16.61968                | Paret |
| Molndunge | Märit Lindberg-Freund | 1980  |             | Rostfri plåt   | Tillbergaskolan, Källbovägen 6 koordinater saknas |       |

## Fotnoter
1. ↑  Uppställd vid Landsstatshuset (Slottsträdgården) 1969-1977.
2. 1 2  ”Upptäck konsten i Västmanland - Västerås”. Arkiverad från originalet den 26 februari 2015. https://web.archive.org/web/20150226175418/http://www.konstivastmanland.se/wp-content/uploads/2013/06/11-Va%CC%88stera%CC%8As.pdf. Läst 26 februari 2015.
3. ↑  Tidigare placerad vid Gideonsbergsskolan, Aspvretsgatan 2.